# 布里地区罗宰
布里地区罗宰（法語：Rozay-en-Brie，法語發音：[ʁozɛ ɑ̃ bʁi] ⓘ），或纯音译作罗宰昂布里，是法国法蘭西島大區塞纳-马恩省的一个市镇，属于普罗万区。

## 地理
布里地区罗宰（48°41'0"N, 2°57'30"E）面积3.17 平方千米，位于法国法蘭西島大區塞纳-马恩省，该省份为法国北部内陆省份，北起瓦兹省，西接埃松省、马恩河谷省、塞纳-圣但尼省和瓦兹河谷省，南至卢瓦雷省，东南接约讷省，东临马恩省和奥布省，东北接埃纳省。
与布里地区罗宰接壤的市镇（或旧市镇、城区）包括：吕米尼-内勒-奥尔莫、贝尔奈-维尔贝、万勒。

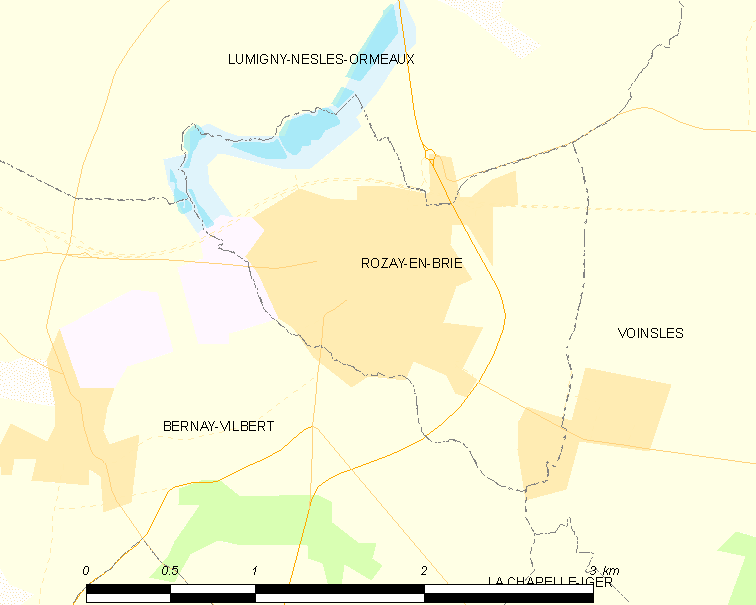
布里地区罗宰的OSM定位图

布里地区罗宰的时区为UTC+01:00、UTC+02:00（夏令时）。

## 行政
布里地区罗宰的邮政编码为77540，INSEE市镇编码为77393。

## 政治
布里地区罗宰所属的省级选区为丰特奈-特雷西尼县。

## 人口

1962-2008年间布里地区罗宰人口变化图示

布里地区罗宰于2022年1月1日时的人口数量为2840人。